# Alfred Graf von Soden-Fraunhofen
Karl Alfred Maria Graf von Soden-Fraunhofen (* 21. November 1875 in Neufraunhofen; † 14. Juni 1944 in Tübingen) war ein deutscher Erfinder und der Mitbegründer der ZF Friedrichshafen AG.

## Leben
Alfred Graf von Soden-Fraunhofen stammte aus dem Adelsgeschlecht Soden. Er war eines von vier Kindern aus der Ehe von Maximilian Graf von Soden-Fraunhofen (1844–1922) und Franziska Freiin von Aretin (1849–1937).

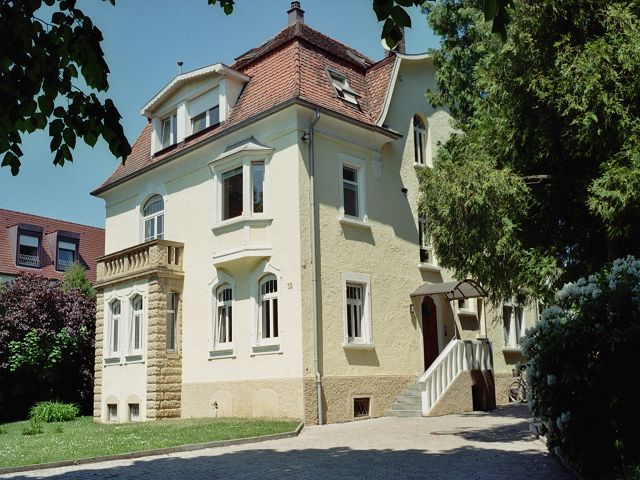
Villa von Soden in der Zeppelinstraße 32 in Friedrichshafen (1908), heute ein Hotel

Nach dem Besuch der königlichen Pagerie und dem Abitur 1894 am Wilhelmsgymnasium München trat Soden in das Königlich Bayerisches 1. Schwere-Reiter-Regiment „Prinz Karl von Bayern“ ein. Anschließend absolvierte er ab 1895 an der Ludwig-Maximilians-Universität München ein Studium der Rechtswissenschaften, welche er mit dem erste Staatsexamen abschloss. Gegen den Willen seiner Eltern, die den Sohn gern als zukünftigen Militär oder Juristen gesehen hätten, studierte Soden danach an der Technischen Hochschule München Maschinenbau. 1903 schloss er seine akademische Ausbildung als Diplomingenieur ab und wurde Konstrukteur bei Daimler und MAN. Daneben entwickelte er einen Verbrennungsmotor, ein Schrapnell-Geschoss, ein Kreiselspielzeug, einen Hosenträger, einen Rasierapparat, eine Zugtrompete und eine Spirituslampe.
Am 30. Mai 1905 heiratete Soden in Hohenstadt Mechtild Gräfin Adelmann von Adelmannsfelden.
Im Oktober 1906 reiste Soden an den Bodensee und sah dort erstmals ein Luftschiff. Der Kontakt zu Ferdinand von Zeppelin war anfangs privat, doch im Februar 1910 bot Zeppelin Soden an, als Leiter einer neuen Versuchsabteilung in die Luftschiffbau Zeppelin einzutreten. 
Soden nahm die Stelle an und zog mit seiner Familie nach Friedrichshafen. 1910 absolvierte er Probefahrten mit den Luftschiffen LZ 6 und LZ 7.

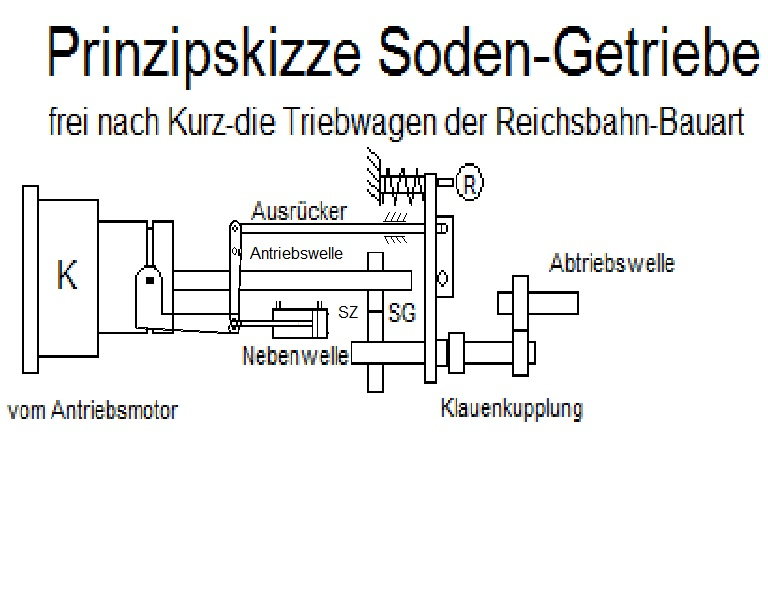
Prinzipskizze des Soden-Getriebes

Im Ersten Weltkrieg schlug Soden vor, für militärisch eingesetzte Luftschiffe Kegelräder nach dem System des Schweizer Ingenieurs Max Maag zu nutzen. 1915 führte das zur Gründung der Zahnradfabrik GmbH, deren Geschäftsführer Soden wurde. 1921 wurde die Zahnradfabrik in eine Aktiengesellschaft umgewandelt, und Soden wurde technischer Vorstand.
Das 1921 entwickelte Soden-Getriebe war eine ingenieurtechnische Leistung, die ihrer Zeit weit voraus war. Wirtschaftlich erfolgreich waren Sodens Beiträge zur Vereinfachung und Vereinheitlichung der Automobilgetriebe, die 1925 zur Entwicklung des Einheitsgetriebes führten.
Soden, stets als höflich und religiös beschrieben, lehnte die Ideologie der Nationalsozialisten ab, aber er unterstützte als Technik-Vorstand der Zahnradfabrik die Umstellung auf Kriegsproduktion. Soden wurde nie Mitglied der NSDAP. Nach seinem Tod 1944 fand auf Anordnung der nationalsozialistischen Kreisleitung eine öffentliche Würdigung nicht statt.

## Auszeichnungen
- 1940: Dr.-Ing. ehrenhalber Technische Hochschule Stuttgart
- 1940: Ehrensenator der Technischen Hochschule Darmstadt
- 1940: Ehrenbürger der Stadt Friedrichshafen (ernannt am 27. September 1940)[7]